# 歩くまち・京都レールきっぷ
歩くまち・京都レールきっぷ（あるくまちきょうとレールきっぷ）は、西日本旅客鉄道（JR西日本）、京都市交通局、阪急電鉄、京阪電気鉄道、京福電気鉄道が発売していた特別企画乗車券である。

## 概要
公共交通機関による京都周辺の観光を促すため、2015年度から京都に路線を持つ鉄道事業者が共同で発売している乗り放題タイプの乗車券である。京都市外からのマイカーによる来訪を抑制し、交通渋滞を緩和することを目的としている。
有効期限は、単体で販売されている1日版と、他の商品購入者向けの2日版がある。2日版は、東海旅客鉄道（JR東海）とJR西日本のエクスプレス商品かe5489を利用した京都駅までの新幹線または特急の乗客、旅行会社の個人型旅行商品の利用者を対象に販売されている。
私鉄用の磁気カードタイプのA券とJR用のB券（発行事業者によって形式が異なる）に分かれている。JRで購入した場合はA券を別途引き換える必要がある。A券は自動改札が利用可能、JR用のB券については、JRで購入した場合は定期券サイズの磁気券で発行されるので自動改札が利用できるが、私鉄で購入した場合は自動改札非対応の軟券で発行される（乗車する際は有人改札を通る必要がある）。
特典に文化・観光施設での優待が付属している。

## 有効区間
京都府京都市および宇治市、亀岡市、滋賀県大津市を結ぶ、5社局の鉄道路線で利用できる。
- JR西日本
  - 東海道本線（JR京都線、琵琶湖線）　山科駅 – 桂川駅
  - 山陰本線（嵯峨野線）　京都駅 – 亀岡駅
  - 奈良線　京都駅 – 宇治駅
- 京都市営地下鉄　全線
- 阪急電鉄
  - 京都線　京都河原町駅 – 洛西口駅
  - 嵐山線　桂駅 – 嵐山駅
- 京阪電鉄
  - 京阪本線、鴨東線　出町柳駅 – 淀駅
  - 宇治線　中書島駅 – 宇治駅
  - 京津線　御陵駅 – びわ湖浜大津駅
- 京福電鉄
  - 嵐山本線、北野線（嵐電）　全線

京都市内であっても市バスを含むバスは一切利用できない。また近鉄京都線、叡山電鉄線も利用できない。

## 発売・有効期間
販売期間と有効期間は例年、7月から9月までの夏と12月から3月までの冬に設定される。
- 2015年 - 冬季に発売され、1日版の発売期間、有効期間はともに2015年12月11日から2016年3月21日までであった。2日版は京都までの特別企画乗車券とセットでのみの発売であり、その発売期間は出発地によってちがっていた。

- 2016年 - 夏季に発売され、1日版の発売期間、有効期間はともに7月1日から9月30日までであった。2日版の発売期間は6月30日から9月29日までであった。

- 2018年 - 有効期間は、夏季が7月1日から9月30日まで、冬季が12月1日から3月31日までであった[3]。

## 発売箇所

### 1日版
- JR西日本 京都駅 みどりの窓口（みどりの券売機）
- 京都市交通局 市バス・地下鉄案内所および定期券発売所
- 阪急電鉄 京都河原町駅、桂駅
- 京阪電鉄 三条駅、びわ湖浜大津駅
- 京福電鉄 四条大宮駅、帷子ノ辻駅、北野白梅町駅、嵐電嵐山駅
- 京都総合観光案内所「京なび」
- 京都市河原町三条観光情報コーナー
- 京KOKO Welcome Center

JRで購入した場合、私鉄用のA券を京都駅前の市バス・地下鉄案内所で引き換える必要がある。

### 2日版
- JR西日本 京都駅 みどりの窓口
- JR東海 京都駅 きっぷうりば
- JR東海ツアーズ 京都支店、京都駅新幹線中央口支店
- 旅行会社